# Nurmsi (Paide)
Nurmsi – wieś w Estonii, w prowincji Järva, w gminie Paide.